# 内藤就久
内藤 就久（ないとう なりひさ）は、江戸時代前期の長州藩士。実父は内藤元勝。内藤広泰の娘・伊勢福と婚姻し、婿養子として広泰の跡を継ぐ。

## 生涯
慶長15年（1610年）、毛利氏家臣である内藤元勝の次男として生まれる。
元和4年（1618年）、同じく毛利氏家臣であった内藤広泰が死去したため、広泰の娘・伊勢福と婚姻し、婿養子として広泰の跡を継いだ。この婚姻に関して、元和4年（1618年）12月16日に毛利輝元と毛利秀就は就久と伊勢福の両名に対してそれぞれ連署状を送っており、この婚姻によって広泰の知行は就久が相続するが、もし離縁すれば広泰の知行は伊勢福に与え、伊勢福の不届きによって離縁した場合は就久のものとする、としている。
元和8年（1622年）1月11日、毛利秀就の加冠により元服、「就」の偏諱を与えられ、就久と名乗った。その後、長州藩士として毛利秀就・綱広父子に仕え、延宝3年（1675年）6月2日に66歳で死去した。跡を子の教治が継いだ。